# NoMad

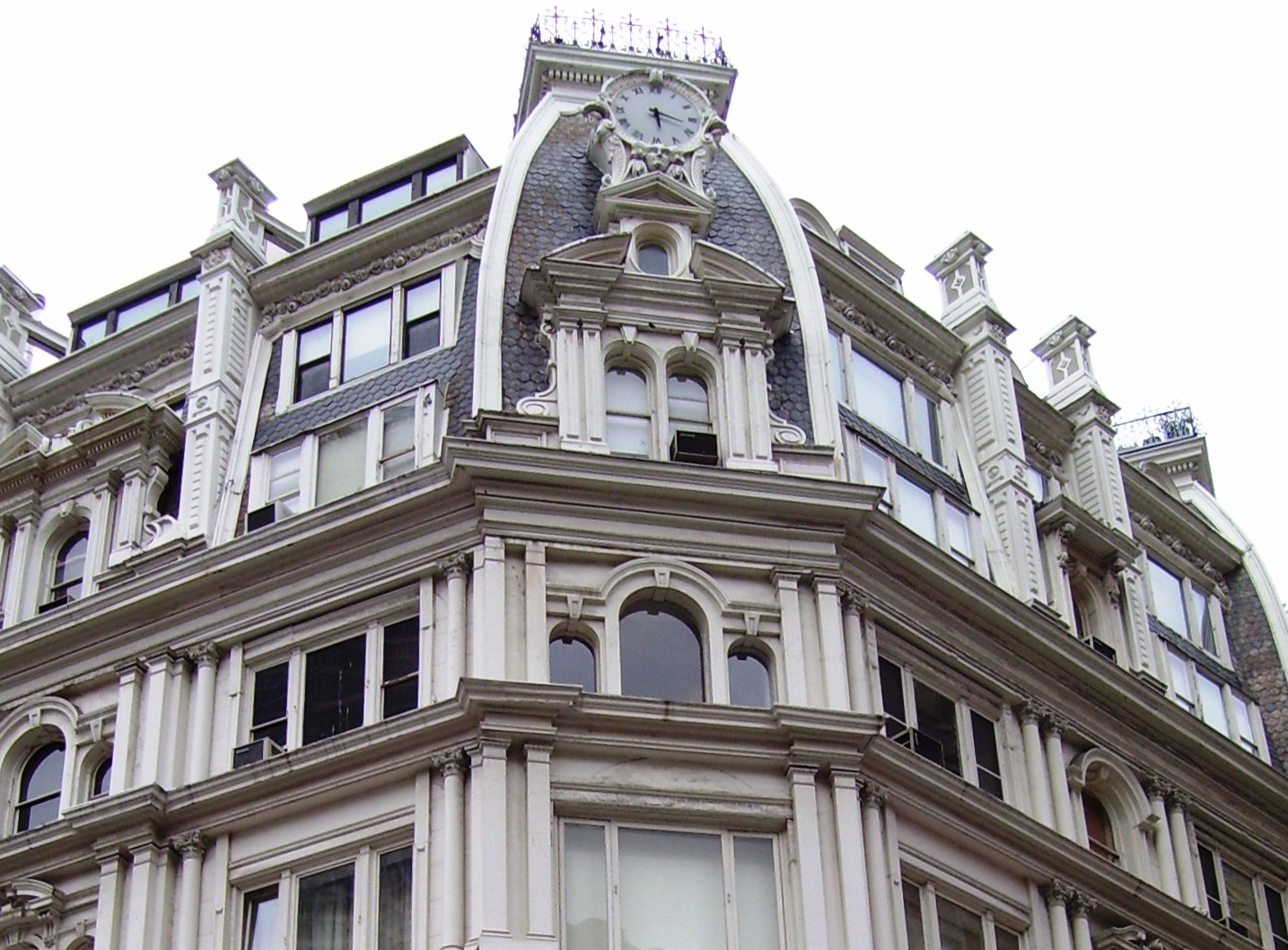
Im Gebäude 1200 Broadway (erbaut 1869–1871) befinden sich heute Apartments wo früher das Gilsey House Hotel untergebracht war. Es ist ein Beispiel der Second Empire Baroque Architektur.

NoMad („NOrth of MADison Square Park“) ist ein Viertel rund um den Madison Square North Historic District im Stadtbezirk Manhattan in New York City, USA. Es ist eines der am begehrtesten Viertel von Manhattan.
Die Bezeichnung NoMad hat sich 1999 eingebürgert und leitet sich von der Lage der Gegend ab, die nördlich und westlich des Madison Square Parks liegt. In NoMad befindet sich „Little India“ – auch „Curry Hill“ genannt – sowie zahlreiche Geschäfte und Unternehmen unterschiedlichster Größe in denkmalgeschützten Büro- und Geschäftshäusern.

## Lage

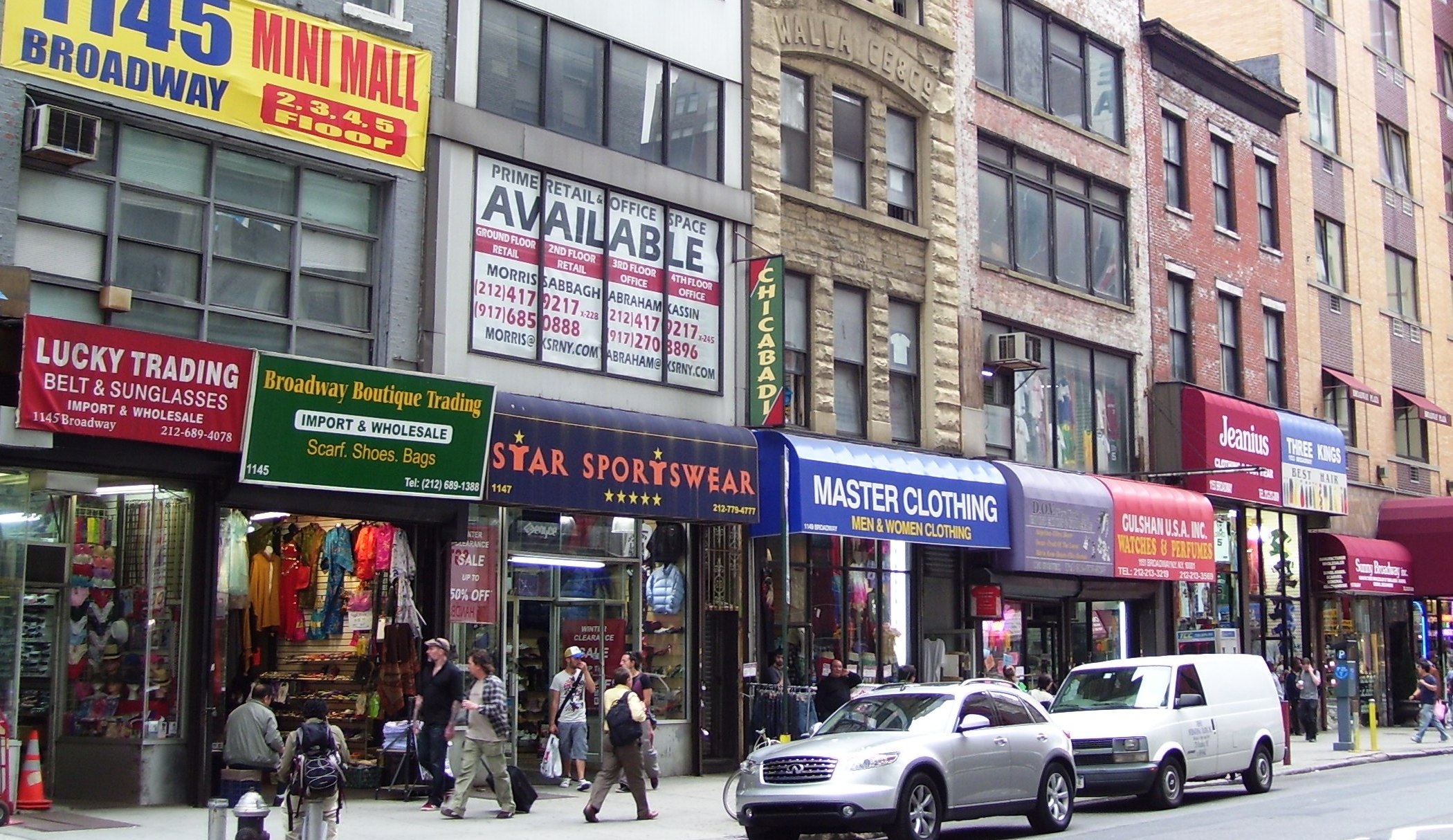
Teile des Broadway in NoMad wie etwa der Teil zwischen der 26th Street und 27th Streets ist immer noch durch Billigläden geprägt.

Das Viertel erstreckt sich ungefähr von der 25th Street zur 30th Street zwischen der Avenue of the Americas („Sixth Avenue“) und Lexington Avenue. Durch NoMad verlaufen sowohl der Broadway als auch die Fifth Avenue. NoMad grenzt an die Stadtteile und Viertel Chelsea im Westen, Midtown South mit Koreatown im Nordwesten, Murray Hill im Nordosten, Rose Hill im Osten und Flatiron District im Süden. Es ist Teil des Manhattan Community Districts 5.

## Geschichte

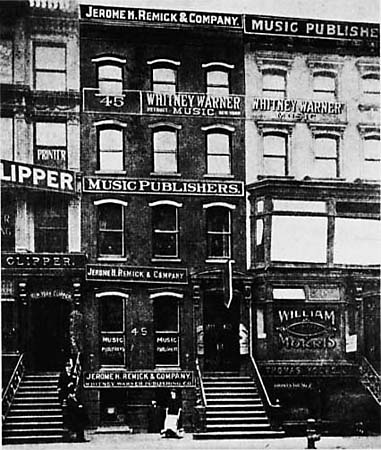
Tin Pan Alley West 28th Street

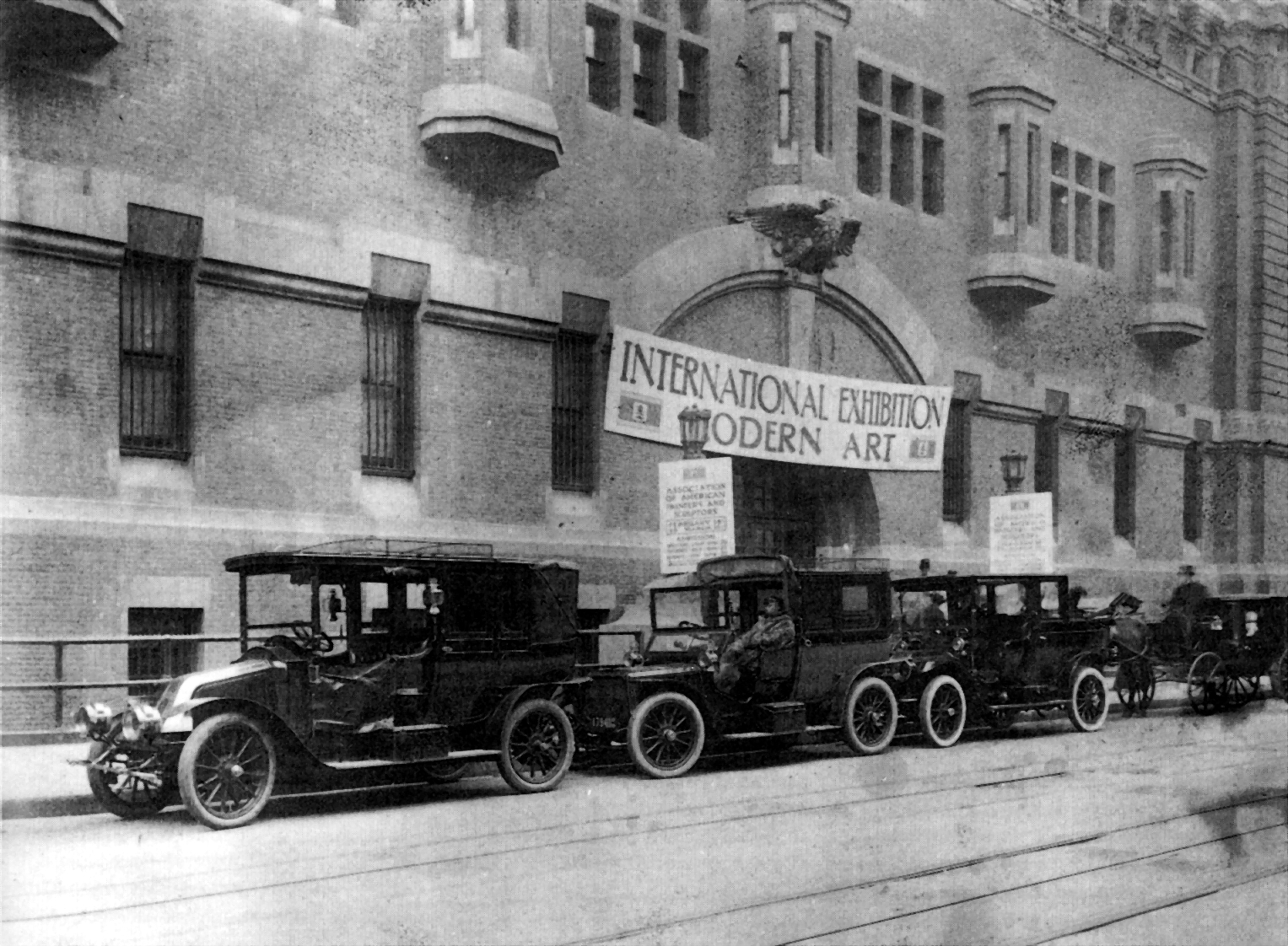
Die Armory Show war 1913 ein wegweisendes Ereignis für die Moderne Kunst

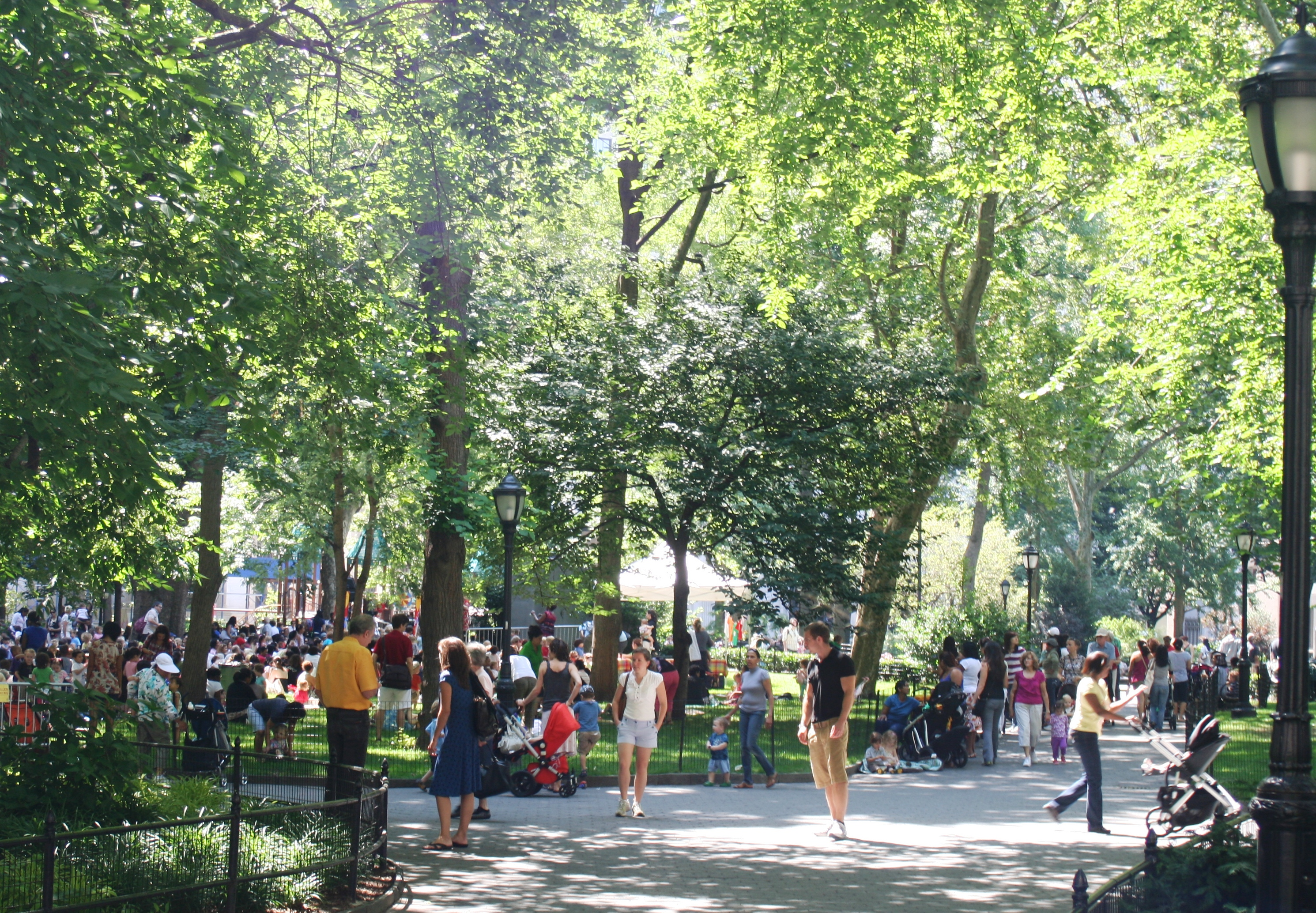
Der Madison Square Park wurde 1847 eröffnet und 2001 grundlegend saniert.

NoMads Anfangsgeschichte hängt eng mit der von Madison Square Park zusammen, der sich am Broadway und der Madison Avenue zwischen der 23rd Street und der 26th Street erstreckt und der 1686 offiziell öffentlich gemacht wurde. Zuvor war hier ein Exerzierplatz, so dass der Madison Square bis heute der Ausgangspunkt der jährlichen New York City Veterans Day Parade ist.
Der Madison Square Park und die angrenzende Gegend, wo sich ursprünglich ein Armenfriedhof („potter’s field“), ein Arsenal und ein Haus für jugendliche Straftäter befanden, haben sich bereits vor dem Amerikanischen Unabhängigkeitskrieg verändert. Der Park war auch danach ein wichtiger Entwicklungsfaktor für das Quartier. New Yorker Bürger begannen im 19. Jahrhundert ihre Brownstone-Häuser rund um den Park zu errichten, was schließlich auch die New Yorker Oberschicht anzog wie z. B. Leonard und Clara Jerome – die Großeltern von Winston Churchill, die im Haus 41 East 26th Street wohnten. Diese wohlhabenden Familien finanzierten auch den Bau Gotteshäuser mit, wie etwa die Church of the Transfiguration (die „Little Church Around the Corner“), die Marble Collegiate Church oder die Trinity Chapel, wo die Hochzeit zwischen der Schriftstellerin Edith Wharton (geb. Edith Newbold Jones) and Edward (Teddy) Robbins Wharton stattfand und wo heute die Serbian Orthodox Cathedral of Saint Sava beheimatet ist.
Der wirtschaftliche Aufstieg des Viertels hing eng mit der Ansiedlung von Hotels, Restaurants, Büro- und Geschäftshäusern zusammen, von denen viele noch bis heute stehen.
Ende des 19. Jahrhunderts begann das Geschäftsleben den Wohnviertel-Charakter rund um den Park in den Hintergrund zu drängen. Zugleich siedelten sich rund um die 28th Street zwischen der Fifth Avenue und der Sixth Avenue Musikindustrie, Komponisten, Texter und Songwriter an, so dass dieser Straßenabschnitt im Volksmund in Tin Pan Alley umbenannt wurde. Seinen Spitznamen erhielt er damals durch den Journalisten Monroe Rosenfeld, der das permanente Klimpern der Probeklaviere im New Yorker Herald mit dem Klappern von Zinnpfannen verglich. Bis etwa 1930 befand sich hier das Machtzentrum der amerikanischen Musikindustrie. Ebenfalls in dieser Zeitspanne fand ein wegweisendes Ereignis in der Geschichte der Modernen Kunst statt: die Armory Show von 1913 im Zeughaus (Armory) des 69sten Regiments (Lexington Avenue/25th Street).
Das Viertel erlitt eine Identitätskrise während der Mitte und dem Ende des 20. Jahrhunderts. Großhändler für Alltagsmode, Reisegepäck, Parfum oder Modeschmuck unterhielten ihre Filialen entlang des Broadways vom Madison Square bis zum Herald Square. In der zweiten Hälfte des 20. Jahrhunderts litt der Madison Square Park zusehends unter Verwahrlosung und Kleinkriminalität.
Die grundlegende Parksanierung im Jahre 2001, die vor allem durch die Madison Square Park Conservancy vorangetrieben wurde, setzte einen Wandel im Viertel rund um den Park in Gang, was den Flatiron District, Rose Hill und NoMad von Geschäftsvierteln zu attraktiven Wohngegenden mit hochwertigen Geschäften, angesagten Restaurants und Nightclubs aufwertete.